# Carate Urio
Carate Urio – miejscowość i gmina we Włoszech, w regionie Lombardia, w prowincji Como.
Według danych na rok 2004 gminę zamieszkiwało 1208 osób, 201,3 os./km².